# 208-й стрелковый полк (ЛНР)
208-й стрелковый казачий полк (208 сп) — тактическое формирование Сухопутных войск Российской Федерации, ранее Народной милиции Луганской Народной Республики.

## История
208-й стрелковый казачий полк сформирован в 2022 году из мобилизованных жителей самопровозглашённой Луганской Народной Республики. Плохое оснащение бойцов вынудило начать сбор средств с помощью краудфандинга. В знак принадлежности к казакам бойцы носят кубанку.
14 октября 2022 года 208-й стрелковый казачий полк действовал в направлении Терны на севере Донецкой области в 16 км к северо-западу от Кременной.